# Ewing Township (comté de Franklin, Illinois)
Pour les articles homonymes, voir Ewing Township.
Ewing Township est un township du comté de Franklin dans l'Illinois, aux États-Unis,. 

## Source de la traduction
- (en) Cet article est partiellement ou en totalité issu de l’article de Wikipédia en anglais intitulé « Ewing Township, Franklin County, Illinois » (voir la liste des auteurs).